# Verena Auffermann

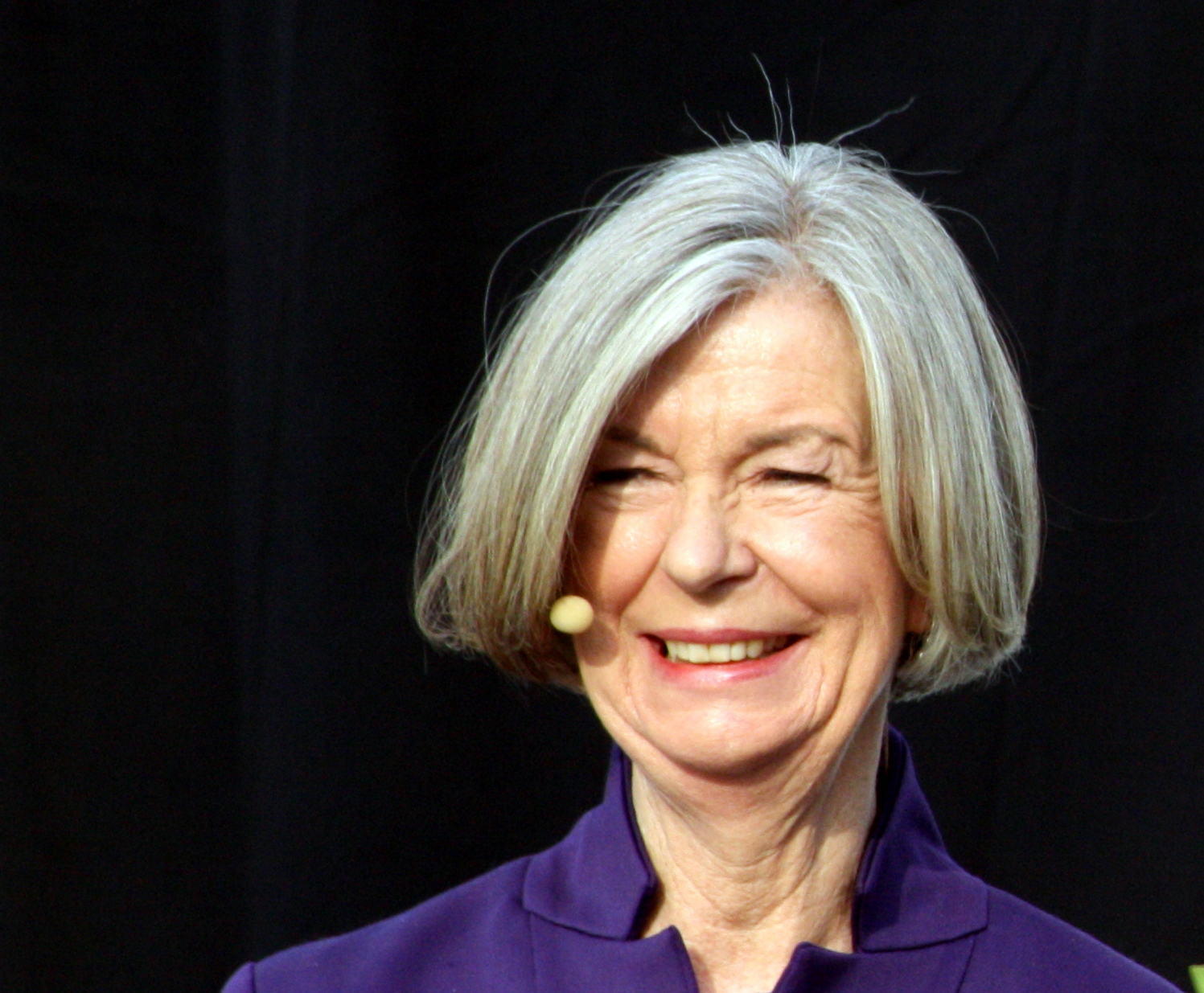
Verena Auffermann auf der Leipziger Buchmesse 2010

Verena Auffermann (* 1944 in Höxter) ist eine freischaffende Publizistin, Literaturkritikerin, Dozentin und Herausgeberin mit den Publikationsschwerpunkten Literatur und Kunst.

## Leben
Verena Auffermann absolvierte eine Buchhandelslehre und arbeitete danach in einem Verlag. Nach einem Studium der Kunstgeschichte volontierte Auffermann bei der Rhein-Neckar-Zeitung in Heidelberg, wo sie danach als Redakteurin im Literatur-Ressort tätig war.
Als Literaturkritikerin schrieb sie unter anderem von 1981 bis 1996 als freie Mitarbeiterin für das Feuilleton der Frankfurter Rundschau. Von 1984 bis 2004 war sie Kulturkorrespondentin der Süddeutschen Zeitung. Außerdem arbeitete sie für diverse Feuilletons und Kultursendungen, unter anderem für den Hessischen Rundfunk, für Die Zeit, für die Zeitschrift Literaturen und für das Deutschlandradio in Köln und Berlin.
Auffermann nahm an zahlreichen Rundfunk- und Fernsehdiskussionen teil. Sie war Gast im Literarischen Quartett und regelmäßige Teilnehmerin bei der SWR-Fernsehsendung Literatur im Foyer. Von 1992 bis 1996 war sie Jurorin beim Ingeborg Bachmann-Wettbewerb in Klagenfurt. Seit 1994 ist sie Moderatorin beim jährlich stattfindenden Erlanger Poetenfest. In den Jahren von 1997 bis 2002 lehrte sie als Dozentin beim Fortbildungsprogramm Buch- und Medienpraxis an der Johann Wolfgang Goethe-Universität in Frankfurt am Main.
Mit Gunhild Kübler, Ursula März und Elke Schmitter veröffentlichte Auffermann 2009 den literaturwissenschaftlichen Sammelband Leidenschaften. 99 Autorinnen der Weltliteratur. In kurzen literarischen Essays porträtiert Auffermann darin 27 Schriftstellerinnen der Weltliteratur, ordnet deren Werk literaturgeschichtlich ein und zieht Verbindungslinien zwischen verschiedenen Nationalliteraturen. Sie schreibt darin unter anderem über Herta Müller, Tania Blixen, Else Lasker-Schüler, Ilse Aichinger und Marie-Luise Kaschnitz. Der Band erschien 2021 in einer überarbeiteten und erweiterten Neuausgabe mit dem Titel 100 Autorinnen in Porträts. Von Atwood bis Sappho, von Adichie bis Zeh.
Auffermann gehörte der Jury des Deutschen Buchpreises 2005 an und war Jury-Vorsitzende für den Preis der Leipziger Buchmesse 2010, sowie Jurorin des Internationalen Literaturpreises vom Haus der Kulturen der Welt, Berlin, 2017 und 2018.
Sie lebt seit 2004 als freie Kritikerin in Berlin.

## Veröffentlichungen (Auswahl)
Autorin
- Jeff Wall; The Storyteller. Zusammen mit Robert Linsley. Stadt Frankfurt. Dezernat für Kultur und Freizeit, Frankfurt am Main 1992, ISBN 978-3-882-70467-9.
- Nelke und Caruso; Über Hunde. Eine Romanze. Zusammen mit Iso Camartin. Berlin Verlag, Berlin 1997, ISBN 978-3-827-00236-5.
- Das geöffnete Kleid. Von Giorgione zu Tiepolo. Essays. Berlin Verlag, Berlin 1999, ISBN 978-3-827-00309-6.
- Leidenschaften. 99 Autorinnen der Weltliteratur. Zusammen mit Gunhild Kübler, Ursula März und Elke Schmitter. Bertelsmann, München 2009, ISBN 978-3-570-01048-8.
  - überarbeitete und erweiterte Neuausgabe: 100 Autorinnen in Porträts. Von Atwood bis Sappho, von Adichie bis Zeh. Piper, München 2021, ISBN 978-3-492-07086-7.
- Henry James. Leben in Bildern. Deutscher Kunstverlag, Berlin 2016, ISBN 978-3-422-07350-0.
- Flowers & Clouds. Fotografien, Atelier Jakob Mattner, Berlin 2017.
- Blicke. Fotokombinationen. Kuratiert von Anna Maigler und Jakob Mattner. Kunstverein Erlangen, in Zusammenarbeit mit dem 39. Erlanger Poetenfestival. Katalog: Kulturamt Erlangen.
- Igel. Ein Portrait. Matthes & Seitz, Berlin 2021, ISBN 978-3-7518-0209-3.

Herausgeberin
- Beste Deutsche Erzähler 2000. Deutsche Verlagsanstalt, München 2000, ISBN 978-3-421-05386-2.
- Beste Deutsche Erzähler 2001. Deutsche Verlagsanstalt. München 2001, ISBN 978-3-421-05554-5.
- Beste Deutsche Erzähler 2002. Deutsche Verlagsanstalt, München 2003, ISBN 978-3-421-05624-5.

Beiträge in Buchveröffentlichungen, zuletzt in
- Cathrin Kahlweit (Hrsg.) Ein Traum von Mann. 30 Bekenntnisse. Piper, München 2004, ISBN 978-3-492-04568-1.